# Telychium
| ❮ | System    | Serie      | Stufe        | ≈ Alter (mya) |
| ❮ | später    | später     | später       | jünger        |
| - | --------- | ---------- | ------------ | ------------- |
| ❮ | S i l u r | Pridoli    | Pridolium    | 419,2 ⬍ 423   |
| ❮ | S i l u r | Ludlow     | Ludfordium   | 423 ⬍ 425,6   |
| ❮ | S i l u r | Ludlow     | Gorstium     | 425,6 ⬍ 427,4 |
| ❮ | S i l u r | Wenlock    | Homerium     | 427,4 ⬍ 430,5 |
| ❮ | S i l u r | Wenlock    | Sheinwoodium | 430,5 ⬍ 433,4 |
| ❮ | S i l u r | Llandovery | Telychium    | 433,4 ⬍ 438,5 |
| ❮ | S i l u r | Llandovery | Aeronium     | 438,5 ⬍ 440,8 |
| ❮ | S i l u r | Llandovery | Rhuddanium   | 440,8 ⬍ 443,4 |
| ❮ | früher    | früher     | früher       | älter         |

Das Telychium ist in der Erdgeschichte die oberste chronostratigraphische Stufe der Llandovery-Serie des Silur. Die Stufe entspricht geochronologisch in etwa dem Zeitraum von ca. 438,5 bis etwa 433,4 Millionen Jahren. Das Telychium folgt auf das Aeronium und wird seinerseits vom Sheinwoodium abgelöst.

## Namensgebung und Geschichte
Die Stufe ist nach dem kleinen Ort Pen-lan-Telych, südöstlich von Llandovery (Wales) benannt. Die Stufe (und der Name) wurde 1971 von einer britischen Geologen-Gruppe unter L. R. M. Cocks vorgeschlagen.

## Definition und GSSP
Die Untergrenze liegt oberhalb des Aussterbehorizonts der Brachiopoden-Art Eocoelia intermedia und unterhalb des Erstauftretens der Brachiopoden-Art Eocoelia curtisi. Die Grenze liegt auch nahe der Basis der Monograptus turriculatus-Graptolithen-Zone. Die Obergrenze der Stufe ist bisher nur ungenau bestimmt. Sie liegt zwischen der Basis der Acritarchen-Biozone 5 und dem Aussterben der Conodonten-Art Pterospathodus amorphognathoides. Die Grenze liegt wahrscheinlich auch nahe der Basis der Cyrtograptus centrifugus-Graptolithen-Zone. Das Referenzprofil (GSSP = "Global Stratotype Section and Point") für das Telychium befindet sich bei der Lokalität 162, Transekt d, bei der Farm Cefn Cerig bzw. der Straße, die zu dieser Farm führt, bei Llandovery (Wales).